# فرخنده پرستویی
فرخنده پرستویی (نام علمی: Tersina viridis) نام یک گونه از تیره فرخنده است.